# Liste des autoroutes en Espagne
Liste des autoroutes d'Espagne.
Le réseau de routes à chaussées séparées en Espagne est divisé entre autoroutes (autopistas) et voies express (autovias). Les premières sont généralement à concession et avec péages, tandis que les secondes sont gratuites et entretenues par l'État.
Ce réseau d'autoroutes participent aux réseaux autoroutiers européens.

## Histoire des autoroutes espagnoles
- La première autoroute est inaugurée en 1942 et relie Madrid à l'aéroport de Madrid-Barajas. Un autre tronçon est ouvert en 1953 reliant la portion précédente à Torrejón de Ardoz, ville située à 15 km à l'est de la capitale. De nos jours, cette liaison a totalement absorbé la N-II dans cette zone et elle est connue sous l'appellation A-2.
- En 1965, un premier tronçon à péage est ouvert autour de Madrid en direction de la Sierra de Guadarrama puis en 1970, le début d'une longue liaison partant de Barcelone en direction de la frontière hispano-française. Cette même autoroute baptisée A-17 sera raccordée à l'autoroute A9 française dès 1976. C'est dans les années 1980 qu'une liaison autoroutière continue est établie entre la frontière à La Junquera jusqu'à Alicante plus au Sud.
- Entretemps, l'autoroute A-2 reçoit une nouvelle liaison pour la doubler elle aussi payante, entre Barcelone et Saragosse sous le nom d'AP-2.

## Autoroutes interurbaines payantes
AP-1 E 5 E 80 : Autoroute du Nord
- Longueur : 129,8 km
- Parcours : Burgos (BU-30) - Arminon / Vitoria - Eibar (AP-8)
- Intersections : BU-30, AP-68, A-1, A-636, AP-8

AP-2 E 90 : Autoroute du Nord-Est
- Longueur : 220 km
- Parcours : Saragosse (Z-40) - Lérida - Barcelone (AP-7)
- Intersections : A-2, A-27, LL-12, AP-7

AP-3 : Autoroute de l'Est
- Parcours : Utiel (A-3) - Valence (V-30/CV-30) (projet)

AP-6 : Autoroute du Nord-Ouest
- Longueur : 66 km
- Parcours : Vilalba (A-6) - Villacastin - Adanero (A-6)
- Intersections : A-6, AP-61, AP-51

AP-7 E 15 : Autoroute de la Méditerranée
- Longueur : 995 km
- Parcours : Le Perthus (A9) - Gérone - Barcelone - Salou // Périphérique d'Alicante // Crevillent - Carthagène - Vera // Fuengirola - Guadiaro
- Intersections : A-7, A-2, B-23, AP-2, A-27, A-23, A-3, A-38, A-70, A-77, A-31, A-30

AP-8 E 5 E 70 E 80 : Autoroute Cantabrique
- Longueur : 148 km
- Parcours : Irun (A63) - Bilbao (A-8)
- Intersections : A-15, AP-1, A-636, A-68, A-8

AP-9 E 1 : Autoroute de l'Atlantique
- Longueur : 214 km
- Parcours : Ferrol - La Corogne - Saint-Jacques-de-Compostelle - Pontevedra - Vigo - Tui (A-55)
- Intersections : A-6, A-54, AP-53, A-55

AP-15 : Autoroute de Navarre
- Longueur : 99 km
- Parcours : Tudela (AP-68) - Pamplona - Irurtzun (A-15)
- Intersections : A-15, A-10, AP-68, A-68, A-21

AP-36 : Autoroute du Levant
- Longueur : 147 km
- Parcours : Ocaña ( R-4 ) - La Roda (A-31)
- Intersections : A-31, A-43, R-4

AP-37 : Autoroute d'Alicante à Murcie
- Longueur : 24 km
- Parcours : Alicante (AP-7) - Murcie
- Intersection : A-7

AP-41 : Autoroute de Madrid à Toledo
- Longueur : 47 km
- Parcours : Madrid ( R-5 ) - Toledo (A-40)
- Intersections : R-5, A-40

'AP-46 : Autoroute de Malaga
- Longueur : 24 km
- Parcours : Alto de las Pedrizas (A-45) - Malaga (A-7)
- Intersections : A-45, A-7

AP-51 : Connexion d'Avila
- Longueur : 24 km
- Parcours : Villacastín (AP-6) - Ávila (A-51)
- Intersections : AP-6, AP-51

AP-53 : Autoroute du Centre-Gallega
- Longueur : 56 km
- Parcours : Saint-Jacques-de-Compostelle (AP-9)- Dozon ( AG-53 )
- Intersections : AP-9, AG-59, AG-53

AP-61 : Connexion de Segovie
- Longueur : 28 km
- Parcours : La Estación de El Espinar (AP-6) - Ségovie (SG-20)
- Intersections : A-6, SG-20

AP-66 : Autoroute Ruta de la Plata
- Longueur : 78 km
- Parcours : Campomanes (A-66) - León ( LE-30 ).
- Intersection : A-66

AP-68 E 804 : Autoroute de l'Ebre
- Longueur : 291 km
- Parcours : Bilbao (AP-8) - Miranda de Ebro (AP-1) - Logroño (A-12) - Saragosse (Z-40)
- Intersections : AP-8, A-12, AP-1, AP-15, AP-68

AP-69 : Autoroute des 2 mers
- Parcours : Reinosa (A-67) - Haro (AP-68)
- Intersections : AP-68, AP-1, A-67

AP-71 : Connexion de León
- Longueur : 37 km
- Parcours : Fresno del Camino ( LE-30 , A-66) - Astorga (A-6)
- Intersections : A-66, A-6, LE-30

## Autoroutes interurbaines gratuites
- A-1 Autovia du Nord Madrid à Burgos et de Armiñón à Saint-Sébastien
- AP-1 Autoroute du Nord Burgos - Armiñón, jusqu'en 2018.
- A-2 Autovia du Nord-Est Madrid à Alfajarin et de Fraga à La Junquera
- A-3 Autovia de l'Est Madrid à Valence
- A-4 Autovia d'Andalousie Madrid à Dos Hermanas (Séville) et de Jerez De La Frontera à Puerto Real (Cadix)
- AP-4 Autoroute du Sud Séville (A-4) - Jerez de la Frontera (A-381/A-382) - Cadix (CA-35), jusqu'en 2020[1].
- A-5 Autovia du Sud-Ouest Madrid à Badajoz
- A-6 Autovia du Nord-0uest Madrid à Villalba et d'Adanero à La Corogne.
- A-7 Autovia de la Méditerranée Barcelone à Algésiras.
- AP-7 Autoroute de la Méditerranée Salou - Puçol (A-7) // Silla - Alicante, jusqu'en 2020[1].
- A-8 Autovia Cantabrique Bilbao à Baamonde
- A-10 Autovia de la Barranca Altsasu - Irurtzun
- A-11 Autovia del Duero Soria - Portugal.
- A-12 Autoroute du Chemin de St Jacques de Compostelle Pampelune - Léon.
- A-14 Autovia de Lérida à la frontière française Lérida - frontière française.
- A-15 Autovia de Navarre Irurtzun - Andoain.
- A-21 Autovia des Pyrénées Pampelune - Jaca.
- A-22 Autovia de Huesca à Lérida Huesca - Lérida.
- A-23 Autovia del Médujar Sagonte - Somport.
- A-24 Autovia de Daroca à Burgos Daroca - Burgos
- A-25 Autovia de Molina Alcolea del Pinar - Monreal
- A-26 Autovia de l'axe des Pynrénées Figueres - Olot
- A-27 Autovia de Tarragone à Montblanc Tarragone - Montblanc
- A-28 Autovia de Alcarria Guadalajara (A-2) - Tarancón (A-3)
- A-30 Autovia de Murcie Albacete - Murcie
- A-31 Autovia d'Alicante Albacete - Alicante
- A-32 Autovia de Linares à Albacete Albacete - Linares
- A-33 Autovia del Altiplano Cieza - La Font de la Figuera.
- A-35 Autovia de Almansa à Xàtiva Almansa - Xàtiva
- A-38 Autovia de La Safor Valence - Vergel
- A-40 Autovia de Castille La Manche Adanero - Teruel
- A-41 Autovia de Ciudad Real à Puertollano Ciudad Real - Puertollano
- A-42 Autovia de Tolède Madrid - Tolède
- A-43 Autovia de l'Estrémadure à la Communauté Valencienne Merida - Atalaya del Canavate.
- A-44 Autovia de La Sierra Neveda Bailen - Motril
- A-45 Autovia de Malaga Cordoue - Malaga
- A-48 Autovia de La Costa de la Luz San Fernando - Tarifa - Algésiras.
- A-49 Autovia du Cinquième Centenaire Séville - Huelva - Ayamonte.
- A-50 Autovia de la Culture Ávila - Salamanque
- A-52 Autovia de Las Rías Bajas Benavente - O Porriño
- A-54 Autovia de Saint Jacques De Compostelle à Lugo Saint-Jacques-de-Compostelle - Lugo
- A-55 Autovia de l'Atlantique Vigo - Portugal
- A-56 Autovia de Lugo à Orense Lugo - Orense
- A-57 Autovia Pontevedra - A-52 Pontevedra - Ponteareas
- A-58 Autovia de Trujillo à Cáceres Trujillo - Cáceres
- A-59 Alternative de Rande Soutomaior (A-57) - Peinador (AP-9)
- A-60 Autovia de Valladolid à León Valladolid - León
- A-61 Autovia de Segovie à Santo Tomé del Puerto Segovie (SG-20) - Santo Tomé del Puerto (A-1)
- A-62 Autovia de Castille Burgos - Portugal
- A-63 Autovia de Oviedo à La Espina Oviedo - La Espina
- A-64 Autovia de Oviedo à Villaviciosa Villaviciosa - Oviedo
- A-65 Autovia de Benavente à Palencia Benavente - Palencia
- A-66 Autovia Ruta de la Plata León - Séville
- A-67 Autovia de la Meseta Palencia - Santander
- A-68 Autovia de l'Ebre Vinaròs - Miranda de Ebro
- A-72 Autovia A-72 Monforte de Lemos - Chantada
- A-73 Autovia de Burgos à Aguilar de Campoo Burgos - Aguilar de Campoo
- A-75 Autovia A-75 Verín (A-52) - Portugal.
- A-76 Autovia de Ponferrada à Ourense Ponferrada - Ourense
- A-80 Autovia del Sella Ribadesella - Cangas de Onís
- A-81 Autovia de Badajoz à Grenade Badajoz - Cordoue - Grenade
- A-83 Autovia de Badajoz à Huelva Zafra (A-66) - Huelva (A-49)
- A-84 Autovia de Barreiras à San Cibreao Barreiros (A-8) - San Cibrao (CG-XX)
- A-91 Autovia A-91 Puerto Lumbreras - Vélez Rubio

## Autoroutes urbaines

### Albacete
- AB-20 Périphérique d'Albacete

### Alicante
- A-70 Rocade d'Alicante Campello - A-31
- A-77 Pénétrante nord-ouest d'Alicante Depuis l'AP-7
- A-79 Voie rapide entre Alicante et Elche

### Almería
- AL-12 Accès à l'est d'Alméria depuis l'Aéroport d'Almeria
- AL-14 Accès au port d'Alméria depuis l'A-7

### Ávila
- A-51 Rocade d'Avila

### Avilés
- Al-81 Pénétrante Est d'Avilés depuis l'A-8

### Badajoz
- BA-11 Pénétrante sud de Badajoz
- BA-20 Périphérique de Badajoz
- BA-30 Rocade sud de Badajoz

### Barcelone
- B-10 Périphérique sud de Barcelone
- B-20 Périphérique nord de Barcelone
- B-21 Second accès au Port de Barcelone
- B-22 Accès à l'Aéroport international de Barcelone depuis la C-32
- B-23 Accès à l'ouest de Barcelone depuis l'AP-2/A-2/AP-7 (sud)
- B-24 Pénétrante ouest de Barcelone depuis Vallirana
- B-30 Voie express latérale de l'AP-7 entre Rubí et Barberà del Vallès
- B-40 Grand contournement de Barcelone entre La Roca del Vallès (C-60/AP-7) et Abrera (A-7/A-2)
- C-33 Accès à l'est de Barcelone depuis l'AP-7 (nord)/C-17/C-58

### Bilbao
- N-637 Rocade nord de Bilbao Barakaldo (A-8) - Erletxe (AP-8)
- N-633 Accès à l'aéroport international de Bilbao BI-631 - Aéroport international de Bilbao
- BI-644 Accès au Port de Bilbao depuis l'A-8
- BI-30 Rocade Sud de l'aire métropolitaine de Bilbao

### Burgos
- BU-11 Pénétrante Sud de Burgos depuis l'A-1/BU-30
- BU-30 Rocade de Burgos

### Cáceres
- CC-11 Pénétrante nord de Cáceres depuis l'A-66
- CC-211 Pénétrante ouest de Cáceres depuis l'A-66
- CC-23 Pénétrante est de Cáceres depuis l'A-58
- Rocade Nord de Càceres Rocade Nord de Cáceres entre la CC-11 et la CC-23

### Cadix
- CA-32 Autovia entre El Puerto de Santa María et Puerto Real El Puerto de Santa María - Puerto Real
- CA-33 Pénétrante Sud de Cadix depuis l'A-4/A-48
- CA-34 Antenne de Gibraltar depuis l'A-7
- CA-35 Accès à Cadix depuis l'AP-4

### Carthagène
- CT-31 Pénétrante Ouest de Carthagène  depuis l'AP-7
- CT-32 Pénétrante Est de Carthagène  depuis l'AP-7
- CT-33 Accès au Port de Carthagène
- CT-34 Accès au Port d'Escombreras
- RM-36 Rocade nord de Carthagène

### Castellón de la Plana
- Ronda de Castellón Périphérique de Castellón
- CV-17 Accès au sud de Castellón depuis la CV-10
- CV-151 Accès à l'ouest de Castellón depuis la CV-10
- CS-22 Accès au Port de Castellón depuis la N-340
- CV-181 Accès au Port de Castellón depuis la CV-10

### Cordoue
- CO-20 Rocade Ouest de Cordoue
- CO-31 Pénétrante nord de Cordoue depuis la N-432
- CO-32 Accès sud à l'Aéroport de Cordoue depuis l'A-4/A-45

### Cuenca
- CU-11 Pénétrante Ouest de Cuenca depuis l'A-40.

### El Puerto de Santa María
- A-491 Rocade nord d'El Puerto de Santa María.
- CA-31 Pénétrante nord d'El Puerto de Santa María depuis l'A-4

### Elche
- EL-11 Rocade Ouest d'Elche
- EL-20 Périphérique d'Elche
- A-78 Voie rapide entre Crevillent et Elche

### Ferrol
- FE-11 Pénétrante Est de Ferrol depuis l'AP-9F
- FE-12 Voie rapide de Freixeiro à Rio do Pozo
- FE-13 Pénétrante nord de Ferrol depuis Catabois
- FE-14 Pénétrante sud-est de Ferrol et connexion au Port de Ferrol depuis l'AP-9F

### Gijón
- GJ-10 Périphérique de Gijon
- GJ-20 Rocade ouest et accès au Port de Gijon
- GJ-81 Accès à Gijón depuis l'A-8

### Grenade
- A-395 Rocade sud de Grenade
- GR-12 Accès à l'Aéroport de Grenade
- GR-30 Rocade ouest de Grenade
- GR-43 Pénétrante nord ouest de Grenade depuis la N-432/A-81
- Rocade Est Métropolitaine Rocade Est de Grenade

### Guadalaraja
- GU-11 Rocade Est de Guadalaraja
- CM-10 Rocade nord de Guadalaraja

### Huelva
- H-30 Rocade de Huelva
- H-31 Accès à Huelva depuis l'A-49

### Ibiza
- E-20 Rocade d'Ibiza

### Jaén
- J-12 Pénétrante nord de Jaén depuis l'A-316
- J-14 Pénétrante Est de Jaén depuis l'A-44

### Jerez de la Frontera
- CA-30 Rocade Sud de Jerez de la Frontera

### La Corogne
- AC-10 Connexion est-ouest de l'AG-55 à l'AC-12 via l'AC-11 (Port de La Corogne)
- AC-11 Avenue Alfonso Molina qui accède au centre de La Corogne depuis l'AP-9
- AC-12 Avenue del Pasaje qui accède au Port de La Corogne depuis le sud.
- AC-14 Pénétrante sud de La Corogne depuis l'A-6.

### Lérida-
- LL-11 Pénétrante Est de Lérida depuis l'A-2
- LL-12 Pénétrante Sud de Lérida depuis l'AP-2

### León
- LE-12 Connexion LE-20 et LE-30
- LE-20 Périphérique de Léon
- LE-30 Rocade Sud de Léon depuis l'AP-66/AP-71/A-66

### Logroño
- LO-20 Rocade sud de Logroño
- A-13 Rocade est de Logroño LO-20 - N-111.

### Lugo
- LU-11 Pénétrante Sud de Lugo depuis l'A-6

### Madrid
- M-11 Accès à l'aéroport de Madrid-Barajas (terminaux T1, T2 et T3) depuis la M-30.
- M-12 Autoroute de l'axe de l'aéroport de Madrid-Barajas (Terminal T4) entre la M-40 et l'A-1.
- M-13 Accès à l'aéroport de Madrid-Barajas (terminaux T1, T2 et T3) depuis la M-12
- M-14 Accès à l'aéroport de Madrid-Barajas (terminaux T1, T2 et T3) depuis la M-40.
- M-21 Doublement de la A-2 entre la M-40 et la M-50
- M-22 Accès au Port Sec de Madrid.
- M-23 Connexion entre la M-30 et la M-40/R-3
- M-30 Périphérique de Madrid
- M-31 Autovia axe sud-est entre la M-30, la M-45 et la M-50.
- M-40 2e Périphérique de Madrid
- M-45 Rocade sud-est de Madrid de Leganés (M-40) à San Fernando de Henares (M-50)
- M-50 3e Périphérique de Madrid
- M-60 4e Périphérique de Madrid
- R-1 : Autoroute Radiale Madrid-Nord (Madrid – El Molar)
- R-2 : Autoroute Radiale Madrid-Nord-est (Madrid – Guadalajara)
- R-3 : Autoroute Radiale Madrid-Est (Madrid – Arganda del Rey)
- R-4 : Autoroute Radiale Madrid-Sud (Madrid – Ocaña)
- R-5 : Autoroute Radiale Madrid-Ouest (Madrid – Navalcarnero)

### Malaga
- MA-20 Rocade ouest de Malaga depuis l'A-45/A-7
- MA-21 Autovia de Málaga à Torremolinos Malaga (A-7) - Torremolinos
- MA-22 Accès au port de Malaga depuis la MA-20/MA-21
- MA-23 Accès à l'aéroport de Malaga depuis la MA-21/A-7
- MA-24 Pénétrante Est de Malaga depuis l'A-7
- MA-40/A-7 Contournement ouest de Malaga depuis l'AP-46

### Mataró
- C-31D Pénétrante Ouest de Mataró depuis la C-32

### Mérida
- ME-11 Pénétrante nord de Merida depuis l'A-5/A-66

### Motril
- GR-14 Accès à l'ouest du Port de Motril depuis l'A-44/A-7
- GR-16 Accès à l'est du Port de Motril depuis l'A-44/A-7

### Murcie
- MU-30 Rocade sud de l'agglomération de Murcie Alcantarilla (C-415/A-7) - Regueron (Autoroute Santomera - San Javier) - Santomera (A-7)
- MU-31 Connexion au sud-ouest de Murcie depuis l'A-30
- Arco Norte Contournement nord de l'agglomération de Murcie
- Arco Noroeste Contournement ouest de l'agglomération de Murcie entre l'A-30 (Archena) et l'A-7/MU-30 (Alcantarilla)

### Oviedo
- O-11 Pénétrante Est à Oviedo depuis l'A-66
- O-12 Pénétrante Sud à Oviedo depuis l'A-66/A-63
- O-13 Pénétrante Ouest à Oviedo depuis l'A-63
- A-66O Pénétrante nord à Oviedo depuis l'A-66

### Ourense
- OU-11 Accès au centre d'Ourense depuis l'A-52
- OU-20 Pénétrante nord d'Ourense depuis l'A-56
- OU-30 Rocade d'Ourense

### Palencia
- P-11 Pénétrante sud de Palencia depuis l'A-67/A-62

### Palma de Majorque
- Ma-20 Rocade de Palma de Majorque
- Ma-30 Rocade est de l'agglomération de Palma de Majorque

### Pampelune
- PA-30 Rocade de Pampelune
- PA-31 Pénétrante Sud de Pampelune et connexion à l'Aéroport de Pampelune depuis l'A-15/A-21.
- PA-32 Pénétrante Sud-ouest de Pampelune depuis l'A-12
- PA-33 Pénétrante Est de Pampelune depuis la PA-30
- PA-34 Pénétrante nord de Pampelune depuis l'AP-15

### Pontevedra
- PO-10 Rocade sud de Pontevedra
- PO-11 Accès au Port de Pontevedra depuis l'AP-9/PO-10/PO-12
- PO-12 Pénétrante ouest de Pontevedra depuis l'AP-9/PO-10/PO-11

### Puertollano
- PT-10 Pénétrante nord de Puertollano depuis l'A-41
- PT-11 Rocade nord-ouest de Puertollano entre l'A-41 et l'A-43

### Saint-Jacques-de-Compostelle
- SC-11 Pénétrante Sud de Saint Jacques de Compostelle depuis l'AP-9
- SC-12 Pénétrante Sud-est de Saint Jacques de Compostelle depuis l'AP-9/AP-53
- SC-14 Accès à l'Aéroport de Saint-Jacques-de-Compostelle depuis l'A-54
- SC-20 Périphérique de Saint Jacques de Compostelle
- SC-30 Rocade de Saint Jacques de Compostelle

### Salamanque
- SA-11 Pénétrante nord de Salamanque depuis l'A-66/A-62
- SA-20 Rocade sud de Salamanque A-62/A-66 - A-50

### Santa Cruz de Tenerife
- TF-2 Connexion Nord-Sud La Laguna (TF-5) - Añaza (TF-1)
- TF-4 Pénétrante sud de Santa Cruz de Tenerife depuis la TF-1 jusqu'au Port de Santa Cruz de Tenerife
- TF-11 Pénétrante nord de Santa Cruz de Tenerife depuis San Andrés
- TF-1 Connexion Sud-Capital Adeje - Santa Cruz de Tenerife

### Santander
- S-10 Pénétrante Est de Santander depuis l'A-8
- S-20 Pénétrante Ouest de Santander depuis l'A-67
- S-30 Rocade de la Baie de Santander

### Saragosse
- Z-30 Périphérique de Saragosse
- Z-32 Pénétrante ouest de Saragosse depuis l'A-68
- Z-40 Rocade de Saragosse
- Z-50 Contournement Sud de Saragosse AP-2 - A-68

### Ségovie
- SG-20 Rocade Est de Segovie

### Séville
- SE-20 Rocade nord de Séville
- SE-30 Périphérique de Séville
- SE-40 2e Périphérique de Séville
- A-8002 Pénétrante nord de Séville
- A-8028 Connexion sud-est SE-30 - A-92

### Soria
- SO-20 Rocade de Soria

### Tarragone
- T-11 Autovia de Reus à Tarragone et rocade sud de Reus
- T-721 Accès au Port de Tarragone depuis l'A-7

### Tolède
- TO-20 Rocade nord-est de Tolède
- TO-22 Accès à Tolède depuis l'AP-41
- CM-40 Rocade sud-ouest de l'agglomération de Tolède

### Torrelavega
- TR-10 Pénétrante nord de Torrelavega depuis l'A-8/A-67

### Valence
- V-11 Accès à l'Aéroport de Valence depuis la V-30/A-3
- V-15 Pénétrante sud de Valence depuis El Saler
- V-21 Pénétrante nord de Valence depuis l'A-7/V-23
- V-23 Accès au Port de Sagonte depuis l'A-7/A-23
- V-30 Périphérique de Valence
- V-31 Pénétrante sud de Valence depuis l'A-7/AP-7
- CV-30 Rocade nord de Valence
- CV-31 Accès à l'est de Valence depuis la CV-35

### Valladolid
- VA-11 Pénétrante Est de Valladolid depuis l'A-11
- VA-12 Pénétrante sud de Valladolid depuis la N-601
- VA-20 Périphérique de Valladolid
- VA-30 Rocade de Valladolid

### Vigo
- VG-20 Rocade sud de Vigo
- VG-30 Rocade de l'agglomération de Vigo
- AP-9V Pénétrante nord de Vigo depuis l'AP-9.

### Vitoria-Gasteiz
- N-102 Pénétrante ouest de Vitoria depuis l'A-1
- N-624 Accès à l'Aéroport de Vitoria depuis la N-622/AP-1

### Zamora
- ZA-11 Pénétrante nord de Zamora depuis l'A-66
- ZA-12 Pénétrante Est de Zamora depuis l'A-11
- ZA-13 Pénétrante sud de Zamora depuis l'A-66
- ZA-30 Rocade de Zamora

## Autoroutes autonomes

### Andalousie
- A-92 Autovía autonome d'Andalousie Séville (SE-30) - Grenade (A-44) - Guadix (A-92N) - Almería (A-7)
- A-92G Antenne de Grenade de l'Autovía autonome d'Andalousie Santa Fé (A-92) - Grenade
- A-92M Antenne de Malaga de l'Autovía autonome d'Andalousie Estación de Salinas (A-92) - Puerto de las Pedrizas (A-45).
- A-92N Branche nord de l'Autovía autonome d'Andalousie Guadix (A-92) - Vélez Rubio (A-91).
- A-306 Autovia de Jaén à Cordoue Torredonjimeno (A-316) - El Carpio (A-4)
- A-308 Autovia de Iznalloz à Darro Iznalloz (A-44) - Darro (A-92)
- A-316 Autovía del Olivar Úbeda (A-32) - Jaén (A-44) - Alcaudete (A-81) - Lucena (A-45) - Estepa (A-92)
- A-334 Autovía del Marmol Baza (A-92N) - Albox - Huércal-Overa (A-7)
- A-357 Autovía de Campillos à Malaga par la Vallée du Guadalhorce Malaga (A-7) - Cártama.
- A-376 Autovía de Séville à Utrera Séville (SE-30) - Utrera
- A-381 Autovía de Jerez de la Frontera à Los Barrios Jerez de la Frontera (AP-4) - Los Barrios (Algésiras A-7).
- A-382 Autovía de Jerez de la Frontera à Arcos de la Frontera Jerez de la Frontera (AP-4) - Arcos de la Frontera.
- A-384 Autovía de Arcos de la Frontera à Antequera Arcos de la Frontera (A-382) - Antequera (A-45).
- A-391 Voie rapide de Roquetas de Mar Roquetas de Mar - A-7
- A-392 Voie rapide de Alcalá de Guadaira à El Viso del Alcor Alcalá de Guadaira (A-92) - El Viso del Alcor.
- A-397 Autovía de Ronda à San Pedro de Alcántara Ronda - San Pedro de Alcántara (A-7/AP-7)
- A-431 Autovía de Cordoue à Villarrubia Cordoue - Villarrubia
- A-461 Autovía de Santa Olalla del Cala à Zalamea la Real Santa Olalla del Cala (A-66) - Zalamea la Real (A-XX).
- A-480 Autovía de Chipiona à Jerez de la Frontera Chipiona - Jerez de la Frontera (A-4)
- A-483 Autovía d'Almonte Almonte - A-49.
- A-484 Autovía de Huelva à Cadiz Niebla (A-49) - Almonte (A-483) - El Cuervo (A-4)
- A-497 Autovía de Huelva à Punta Umbría Huelva - Punta Umbría.
- A-1200 Voie rapide de Vera à Garrucha Vera - Garrucha.
- A-8057 Voie rapide de Séville à Mairena del Ajarafe Séville (A-8058) - Mairena del Aljarafe.
- A-8058 Voie rapide de Séville à La Puebla del Río Séville (SE-30) - La Puebla del Río.

### Aragon
- ARA-A1 Autoroute de Villafranca de Ebro à Virgen de la Comlumma Villafranca de Ebro (N-II/AP-2) - El Burgo de Ebro (N-232/A-68)
- ARA-A2 Autoroute de Cariñena à Gallur Cariñena (A-23) - Gallur (AP-68)
- ARA-A3 Autoroute de las Cinco Villas Gallur (AR-2) - Ejea de los Caballeros
- ARA-A4 Autoroute del Moncayo Mallén (AP-68) - Tarazona (A-15).

### Asturies
- AS-1 Autovía Minera Gijón - Mieres (A-66)
- AS-2 Autovía Industrial Oviedo - Gijón
- AS-17 Autovía del Nalón Avilés (A-8) - Langreo (AS-1)
- AS-15 Autovía de La Espina à Cangas del Narcea La Espina (A-63) - Cangas del Narcea

### Castille-La Manche
- CM-41 Autovia de la Sagra Valmojado (A-5) - Aranjuez (A-4)/Villaseca de la Sagra (AP-41).
- CM-42 Autovía de los Viñedos Tolède (TO-20) - Tomelloso (A-43)
- CM-43 Autovia de La Solana Manzanares (A-4) - La Solana
- CM-44 Autovia du Quatrième Centenaire Ciudad Real (A-43/A-41) - Valdepeñas (A-4) - Alcaraz (A-32)
- CM-45 Autovia del Jucar Cuenca (A-40) - Albacete (A-31)
- CM-46 Autovia de Tolède à Ciudad Real Consuegra (CM-42) - Ciudad Real (A-43)
- CM-47 Transmanchega Daimiel (A-43) - Puerto Lapice (A-4) - Alcazar de San Juan (CM-42) - Quintanar de la Orden (AP-36) - Tarancon (A-3/A-40/CM-40)

### Castille et León
- A-125 Autovía Leon - Bragança La Bañeza (A-6) - Bragança (Portugal)
- A-231 Autovía du chemin de Saint Jacques de Compostelle León (A-66) - Burgos (A-62)
- A-403 Autovía Avila - Adanero Avila (A-51) - Adanero (A-6)
- A-601 Autovía de Segovie à Valladolid Segovie (SG-20) - Valladolid (VA-20)
- CL-101 Contournement Sud de Soria Almazán (A-15) - Agreda (A-15)
- CL-600 Contournement Sud de Valladolid Tudela de Duero (A-11) - Simancas (A-62)
- CL-610 Autovia Valladolid - Medina del Campo Valladolid (VA-30) - Medina del Campo (A-6)
- A-610 Connexion A-62 et A-67 au sud de Palencia et Voie express entre Puente Duero - Valladolid
- CL-622 Autovia Leon - La Baneza Leon (LE-30) - La Baneza (A-6)
- CL-626 Autovia La Robla - La Magdalena La Robla (N-630) - La Magdalena (AP-66)
- A-631 Autovía de Ponferrada à Toreno Ponferrada (A-6) - Toreno - Aralla (AP-66)

### Catalogne
- C-14 Autovia de Salou à Alcover Salou - Reus (T-11) - Alcover
- C-15 Axe Diagonal Vilanova i la Geltrú (C-32) - Vilafranca del Penedès (AP-7)
- C-16 Axe de Llobregat Barcelone - Berga - Puigcerdà
- C-17 Axe del Congosto Barcelone - Vic - Manlleu
- C-25 Axe Transversal Cervera (A-2) - Manresa (C-16) - Vic (C-17) - Gérone (AP-7/A-2)
- C-31 Axe Littoral Palafrugell (C-66) - Palamos - Platja d'Aro (C-65) - Llagostera (C-35) // Montgat (C-32/B-20) - Castelldefels (C-32)
- C-31B Autovia de Tarragone à Salou Tarragone - Salou
- C-31C Antenne de El Prat de Llobregat depuis la C-32
- C-32 Autoroute de Pau Casals Palafolls (A-2) - El Vendrell (AP-7)
- B-22 Antenne de l'Aéroport international de Barcelone qui dessert le nouveau terminal T Sud depuis la C-31 entre Barcelone et Castelldefels.
- C-35 Autovia de la Costa Brava Maçanet de la Selva (AP-7 Sud) - Llagostera (C-65)
- C-42 Antenne de Tortosa l'Aldea (AP-7) - Tortosa
- C-58 Autovia de Barcelone à Terrassa via Sabadell Barcelone (B-10/B-20) - Sabadell - Terrassa (C-16)
- C-59 Autovia de Mollet del Vallès à Solità i Plegamans C-17/C-33 - AP-7
- C-60 Autovia de la Roca del Vallès Mataró (C-32) - La Roca del Vallès (AP-7)
- C-65 Autovia de Sant Feliu de Guixols à Salt Salt (AP-7) - Llagostera (C-35) - Sant Feliu de Guixols (C-31)
- C-66 Autovia de Gerone à Besalù Gerone (AP-7) - Besalù (A-26)
- C-260 Voie rapide de Figueres à Roses Figueres (AP-7) - Roses

### Communauté valencienne
- CV-10 Autovia de la Plana La Pobla Tornesa (A-7) - Nules (A-7)
- CV-13 Accès à l'aéroport de Castellón de la Plana depuis l'AP-7 (Torreblanca)
- CV-16 Voie rapide de Barriol Castellón de la Plana - l'Alcora
- CV-18 Voie rapide de Nules à Castellón de la Plana Nules (N-340) - Castellón de la Plana (Ronda de Castellón)
- CV-20 Voie rapide de Onda à Vila-real Onda - Vila-real
- CV-32 Axe de la Gombalda V-21 - A-7
- CV-33 Autovia Cormarcal Sud A-7 - Torrent - V-31
- CV-35 Autovía de Ademuz Valencia (CV-30) - Lliria
- CV-36 Autovía de Torrent Valencia (V-30) - Torrent
- CV-40 Autovia de Xativà à Albaida Xàtiva (A-7/A-35) - Albaida (A-7)
- CV-50 Contournement de l'agglomération de Valence Lliria (CV-35) - Alzira (A-7)
- CV-60 Autovia de Palma de Gandia à Almisera
- CV-70 Voie rapide de Benidorm à La Nucia Benidorm - La Nucia
- CV-80 Autovia de Sax à Castalla Sax (A-31) - Castalla (A-7)
- CV-83 Autovia del Vinalopó el Pinós (RM-414) - Elda (A-31)
- CV-84 Voie rapide d'Elche à Novelda Elche (EL-11/A-7) - Novelda
- CV-90 Connexion de Torrevieja AP-7 (nord) - Torrevieja
- CV-91 Voie rapide d'Orihuela à Guardamar Orihuela - Guardamar
- CV-95 Voie rapide d'Orihuela à Torrevieja Orihuela - Torrevieja
- CV-149 Voie rapide de Castellón de la Plana à Benicàssim Castellón de la Plana (Ronda de Castellón) - Benicàssim
- CV-365 Rocade nord de Paterna CV-35 - CV-31 - V-30/V-11
- CV-400 Voie rapide de Torrent Valencia (V-30) - Torrent (CV-33)
- CV-500 Autovia de Valence à El Saler Valence (V-30) - El Saler

### Estrémadure
- EX-A1 Autovia de Navalmoral de la Mata a Portugal Navalmoral de la Mata (A-5) - Plasencia (A-66) - Portugal
- EX-A2 Autovia de Miajadas à Villanueva de la Serena Miajadas (A-5) - Villanueva de la Serena
- EX-A3 Autovia de Zafra à Jerez de los Caballeros Zafra (A-66) - Jerez de los Caballeros
- EX-A4 Autovía de Cáceres a Badajoz Cáceres (A-66) - Badajoz (A-5)

### Galice
- AG-11 Autovía da Barbanza AP-9 (Padron) - Ribeira
- AG-41 Autovía del Salnés Barro (AP-9) - Sanxenxo
- AG-47 Autovía de Vilagarcia Barro (AP-9) - Vilagarcía de Arousa
- AG-51 Autoroute Ponteareas-Salvaterra de Mino Ponteareas (A-52) - Salvaterra de Mino (Frontière Portugaise)
- AG-53 Autoroute du Centre-Gallega Dozon (AP-53) - Ourense (A-52)
- AG-55 Autovía de La Corogne à Cee La Corogne (A-6) - Cee
- AG-56 Autovia de Saint Jacques de Compostelle à Noia Saint-Jacques-de-Compostelle (AP-9) - Noia
- AG-57  Autoroute del Val Miñor Vigo (AP-9) - Baiona
- AG-59 Autovia de Saint Jacques de Compostelle à La Estrada Saint-Jacques-de-Compostelle (AP-9) - Pontevea
- AG-64 Autovia de Ferrol à Villalba Ferrol (AP-9F) - Villalba (A-8)
- AG-X Autovia de Tui à A Guarda Tui (A-55) - A Guarda
- VG-1.2 Voie Rapide de connexion de Mugardos Pereiro (AP-9) - Mugardos
- VG-4.1 Voie Rapide de Sanxenxo à Noalla Sanxenxo (AG-54) - Noalla
- VG-4.2 Voie Rapide de connexion de Cambados VG-4.1 - Cambados
- VG-4.3 Voie Rapide de Cambados à Vilagarcía Cambados (VG-4.2) - Vilagarcía de Arousa
- VG-4.4 Voie Rapide de Ardan à Pontevedra Ardan - Pontevedra (PO-11)
- VG-4.5 Voie Rapide de Prolongation Sud du Corridor rapide de O Morrazo Moaña - Cangas (CRG-4.1)
- VG-4.6 Voie Rapide de Prolongation Ouest du Corridor rapide de O Morrazo Menduiña - Cangas (CRG-4.1)
- VG-4.7 Rocade de Villagarcía de Arosa
- VG-4.8 Voie rapide de Campañó à Polo Campañó - Polo
- CG-3 Voie Rapide de Chantanda à Lalín Chantada (A-72/A-56) - Lalín (AP-53)
- CG-4 Corridor Rapide de O Morrazo AP-9 (Rande) - Cangas
- CG-5 Voie Rapide de Lugo à Monforte de Lemos Nadela (A-6) - Monforte de Lemos (A-72/A-76)
- AG-XX Corridor d'Ourense Ourense (A-52) - Celanova (Frontière Portugaise)
- CG-XX Autovia de Ferrol à San Cibrao Ferrol (AG-64) - San Cibrao (A-84)

### Îles Baléares
- Ma-1 Autovia de Palma de Majorque à Peguera
- Ma-13 Autovia de Palma de Majorque à sa Pobla
- Ma-15 Autovia de Palma de Majorque à Manacor
- Ma-19 Autovia de Palma de Majorque à Llucmajor via l'aéroport de Palma de Majorque

### Îles Canaries
- GC-1 Autoroute du Sud des Grands Canaries Las Palmas - Mogán
- GC-2 Autoroute du Nord des Grands Canaries Las Palmas - Agaete
- GC-3 Rocade de Las Palmas Jinamar (GC-1) - Tamaraceite
- GC-23 Connexion GC-2 à GC3 Las Palmas (GC-2) - Lomo Blanco (GC-3)
- TF-1 Autovia du sud de Tenerife Santa Cruz de Tenerife - Adeje
- TF-5 Autovia du nord de Tenerife Santa Cruz de Tenerife - Icod de los Vinos

### La Rioja
- LR-111 Autovía del Oja Haro (AP-68) - Santo Domingo de la Calzada (A-12) - Ezcaray
- LR-134 Autovia de Calahorra à Arnedo Calahorra (AP-68) - Arnedo

### Pays basque
- N-622 Autovia de Vitoria à Bilbao Atube (AP-68) - Vitoria-Gasteiz (AP-1, A-1)
- A-625 Autovia de Areta à Laudio Areta - Laudio
- BI-631 Autovia de Bilbao à Mungia Bilbao (N-637) - Aéroport international de Bilbao (N-633) - Mungia
- BI-636 Autovia de Bilbao à Balmaseda Bilbao (A-8) - Balmaseda
- BI-637 Autovia de Bilbao à Getxo Bilbao (N-637) - Getxo
- GI-632 Autovia de Beasain à Bergara Beasain (A-1) - Bergara (AP-1)
- GI-131 Autovía del Urumea Saint Sébastien A-8 - Andoain (A-1)

### Région de Madrid
- M-203 Connexion A-2 - R-3 Alcalá de Henares (A-2) - Mejorada del Campo (R-3)
- M-406 Autovia de Getafe à Alcorcón Getafe (A-4/A-42) - Leganés (R-5) - Alcorcón (A-5)
- M-407 Autovía de Polvoranca Leganés (M-406) - Griñón
- M-409 Autovia de Leganès à Fuenlabrada Leganés (M-406) - Fuenlabrada
- M-410 Autovia de l'axe Madrid Sud Arroyomolinos (AP-41) - Parla (A-42) - Valdemoro (A-4)
- M-423 Variante Ouest de Valdemoro R-4 - M-506
- M-500 Autovia d'Aravaca Aravaca (A-6) - Madrid (M-30)
- M-501 Autovía de Los Pantanos Ventorro del Cano (M-40) - Boadilla del Monte (M-50) - El Bosque (M-506) - Navas del Rey
- M-503 Autovia de Majadahonda à Villanueva de la Cañada Pozuelo de Alarcón (M-40) - Majadahonda (M-50) - Villanueva de la Cañada
- M-506 Autovía de Pinto El Bosque (M-501) - Móstoles (M-50) - Miraflores (R-5) - Fuenlabrada (A-42) - R-4 - Pinto (A-4) - San Martín de la Vega
- M-511 Autovía de Madrid à El Bosque Madrid (A-5) - Ventorro del Cano (M-40) - Boadilla del Monte (M-50) - El Bosque (M-501/M-506)
- M-607 Autovía de Colmenar Viejo Madrid (M-30) - M-40 - Tres Cantos - Colmenar Viejo

### Région de Murcie
- RM-1 Autovia Santomera - San Javier Regueron (Autovia del Regueron/Rocade Est/AP-37) - San Javier (RM-19/AP-7)
- RM-2 Autovia Alhama de Murcia - Cartagène Alhama de Murcia (A-7) - Las Cuevas (A-30)
- RM-3 Autovia Totana - Mazarrón Totana (A-7) - Mazarrón (AP-7)
- RM-5 Autovia Molina de Segura - Fortuna Molina de Segura (A-30) - Fortuna
- RM-11 Autovia Caravaca de la Cruz - Lorca - Aguilàs Caravaca de la Cruz (C-415/RM-14) - Lorca (A-7) - Águilas (AP-7)
- RM-12 Autovia del Mar Menor Cartagène (AP-7/CT-32) - La Manga del Mar Menor
- RM-14 Autovia Jumilla - Caravaca de la Cruz Jumilla (A-33) - Caravaca de la Cruz (C-415/RM-11)
- RM-15 Autovia Murcie - Caravaca de la Cruz Alcantarilla (MU-30/A-7) - Caravaca de la Cruz (RM-14/RM-11)
- RM-19 Autovia Murcie - San Javier Puerto de la Cadena (A-30) - San Javier (AP-7)
- RM-23 Autovia Alhama de Murcia à Mazarrón RM-2 - RM-3
- RM-414 Autovia Yecla - Santomera Yecla (A-33) - Santomera (A-7/Rocade Est)

## Liste des projets autoroutiers espagnols
- Autovia Saint Jacques de Compostelle - La Corogne Saint-Jacques-de-Compostelle (AG-56) - La Corogne (AC-14)
- Autovia Saint Jacques de Compostelle - Cantabrie Saint-Jacques-de-Compostelle (A-54) - Guitiriz (A-6)
- Autovia Avila - Adanero Avila (A-50) - Adanero (A-6)
- Autovia Consegura - Ciudad Real Consuegra (CM-42) - Ciudad Real (A-41)
- Autovia Badajoz - Huelva Zafra (A-66) - Huelva (A-49)
- Autovia Huelva - Cadix Niebla (A-49) - El Cuervo (A-4)
- Autovia Guadalaraja - El Molar Guadalaraja (A-2/R-2) - El Molar (A-1/R-1)
- Autovía del Baix Llobregat Cornellà de Llobregat (A-2) - Sant Boi de Llobregat (C-32)
- Transmanchega Daimiel (A-43) - Puerto Lápice (A-4) - Alcazar de San Juan (CM-42) - Quintanar de la Orden (AP-36) - Tarancon (A-3/A-40/CM-40)
- Autovia de Molina Alcolea del Pinar (A-2) - Monreal del Campo (A-23)
- Alternative de Rande Soutomaior (A-57) - Peinador (AP-9)
- Autovia de Barreiras à San Cibreao Barreiros (A-8) - San Cibrao (CG-XX)
- Conexion de A-1/A-2 El Molar (A-1) - Guadalaraja (A-2)
- Anillo insular sur l'île de Tenerife, un projet qui unira toutes les autoroutes de l’île, ainsi que celle des tronçons en construction. TF-1,TF-5,TF-2, autoroute Santiago del Teide - Buenavista (en phase de rédaction), Ampliation TF-1, autopista exterior (en phase d’exécution).